# Fraxinus raibocarpa
Fraxinus raibocarpa — вид квіткових рослин з родини маслинових (Oleaceae).

## Опис
Кущ. Листки супротивні, 5–15 см завдовжки; листочків 3–7, 2–10 × 1–5 см, від яйцеподібної до довгастої форми, здебільшого напівтупі, рідко гострі чи вирізані, цілокраї чи городчасті чи зубчасті у верхній частині, голі, злегка запушені знизу в молодому віці. Квітки двостатеві, у кінцевих облиствених волотях; волоті дорівнюють або трохи перевищують листя. Чашечка 4-лопатева, майже зрізана, стійка. Віночок білий; трубка коротка, не перевищує чашечки; часток 4, ланцетні, 5–7 мм завдовжки. Самари серпоподібні, 2.5–3 см завдовжки; крило до 1.4 см ушир. Квітує та плодить у травні й червні.

## Поширення
Ареал: Афганістан, Пакистан, Таджикистан.
Росте в гірських районах; на висотах від 1000 до 3000 метрів.

## Використання
У Пакистані використовувалася для деревини та паливної деревини через її доступність у минулому. Листя використовують як корм. Кора Fraxinus raibocarpa широко використовується в традиційній медицині завдяки її жарознижувальним властивостям для зниження температури. Листя використовують для лікування жовтяниці, захворювань печінки та нирок.